# TRL Award al migliore artista maschile
Il TRL Award al migliore artista maschile è uno dei premi dei TRL Awards, che viene assegnato dalla prima edizione dell'evento del 2006, in cui viene premiato dal pubblico l'artista fmaschile dell'anno appena conclusosi. Fino al 2009 il nome della categoria fu Man of the Year, in seguito nel 2010 è stato aggiunto l'acronimo di MTV Man of the Year, in quanto per la prima volta il vincitore di suddetta categoria è stata scelta da una giuria ristretta, per poi essere completamente mutato nel 2011 nel SuperMan Award, titolo rimasto invariato anche nel contesto dei successivi MTV Italia Awards.

## Vincitori e nominati

### Anni 2000
| Anno | Vincitore     | Nominati                                                           |
| ---- | ------------- | ------------------------------------------------------------------ |
| 2006 | Lee Ryan      | - Eminem - Jesse McCartney - Robbie Williams - Simon Webbe         |
| 2007 | Tiziano Ferro | - Duncan James - Jesse McCartney - Justin Timberlake - Simon Webbe |
| 2008 | Tiziano Ferro | - Jesse McCartney - Justin Timberlake - Mika - Timbaland           |
| 2009 | Marco Carta   | - Fabri Fibra - J-Ax - Jesse McCartney - Tiziano Ferro             |

### Anni 2010
| Anno | Vincitore     | Nominati |
| ---- | ------------- | --- |
| 2010 | Marco Mengoni | - David Guetta - Mika - Tiziano Ferro - Valerio Scanu                                                       |
| 2011 | Fabri Fibra   | - B.o.B - Cesare Cremonini - Eminem - Enrique Iglesias - Jovanotti - Marracash - Bruno Mars - Ne-Yo - Nelly |
| 2012 | Marco Mengoni | - Fabri Fibra - Tiziano Ferro - David Guetta - Jovanotti                                                    |